# Actinote moesa
Actinote moesa är en fjärilsart som beskrevs av D'almeida 1925. Actinote moesa ingår i släktet Actinote och familjen praktfjärilar. Inga underarter finns listade i Catalogue of Life.